# Gloppufjall
Gloppufjall är ett berg i republiken Island. Det ligger i regionen Norðurland eystra, 210 km nordost om huvudstaden Reykjavík. Toppen på Gloppufjall är 1 183 meter över havet.
Trakten runt Gloppufjall är nära nog obefolkad, med mindre än två invånare per kvadratkilometer. Det finns inga samhällen i närheten. Trakten runt Gloppufjall består i huvudsak av gräsmarker.